# Limavady United Football Club
Il Limavady United Football Club è una società calcistica nordirlandese con sede nella città di Limavady. I colori sociali della squadra sono il rosso-blu.
L'allenatore della squadra è Adrian McLaughlin.

## Rosa
- Lawrence McCormick
- Johnny Doey
- Gareth McConachie
- Ryan Mullan
- Kevin Roddy
- Lee Harkin
- Richard Close
- Ryan Browne
- Chris Rodden
- Lee Patrick
- Ruairi McClean
- Blaine Morrison
- Daibhibd McIvor
- Jason Blackburn
- Declan Logue
- Cathair Friel
- Trevor Parkhill

## Palmarès

### Competizioni nazionali
- Irish League B Division: 2

1983-1984, 1992-1993
- Irish Intermediate Cup: 2

1973-1974, 1995-1996
- George Wilson Cup: 1

1975-1976
- Premier Intermediate League: 3

2015-2016, 2016-2017, 2023-2024

### Competizioni regionali
- County Derry Cup/North West Senior Cup: 10

1886-1987, 1887-1988, 1888–89,1892-1993, 1993-1994, 1998-1999, 2003-2004, 2005-2006, 2018-2019, 2023-2024
- North West Charity Cup: 1

1892-1993
- North West Intermediate/Craig Memorial Cup: 7

1933-1934, 1992-1993, 1993-1994, 1994-1995, 2008-2009, 2010-2011, 2012-2013
- B Division Knock-out Cup: 2

1992-1993, 1995-1996
- North West City Cup: 3

1923-1924, 1960-1961, 1966-1967

### Competizioni giovanili
- Irish Junior Cup: 1

1963-1964
- North West Junior League: 1

1968-1969

### Altri piazzamenti
- Irish Football League Cup:

Semifinalista: 1999-2000